# 玉皇三公主

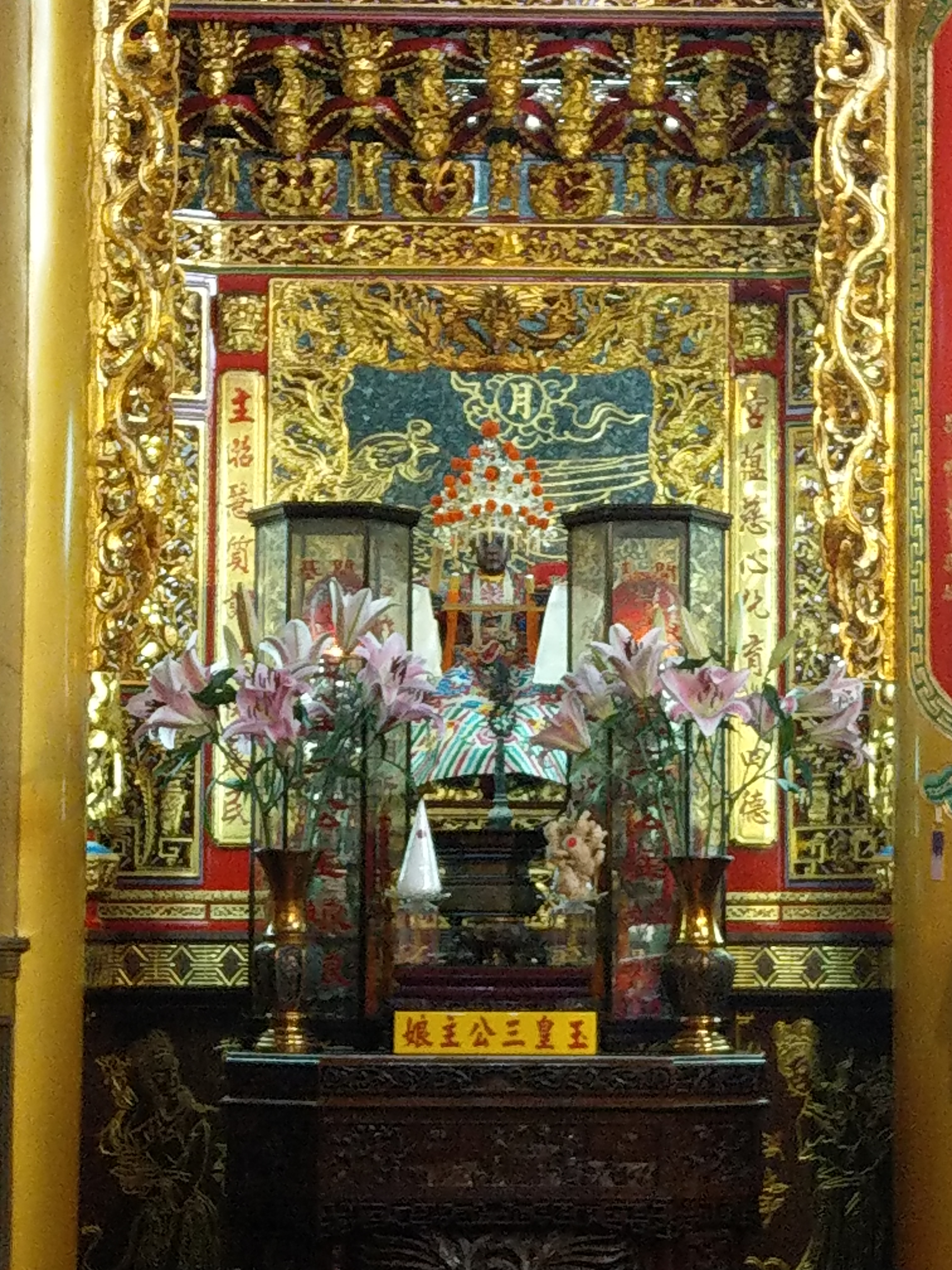
台南開基玉皇宮玉皇三公主

玉皇三公主的信仰，一般而言主要分為台南開基玉皇宮與澎湖講美龍德宮兩脈。

## 由來
開基玉皇宮一脈，根據台灣台南市開基玉皇宮沿革的紀載，明朝天啟四年（1624年），有一福建泉州府商人欲至台經商，與同伴至鄉廟恭請玉皇上帝、玉皇三公主的香火，與玉皇四太子殿下木雕神像來台南赤崁，將香火與神像供奉於尖山頂，並建一天壇，為台灣供奉玉皇上帝之始。
明永曆二十四年（1670年）正式建廟，當時廟名為「玉皇太子宮」，奉玉皇四太子為主神，
而後清嘉慶五年（1800年）地震，廟身年久失修，於是大行修廟並雕塑玉皇上帝、玉皇四殿下、玉皇三公主之神像，此時才正式改名開基玉皇宮，並尊奉玉皇上帝為主神，副祀神為玉皇四太子（同年改稱玉皇四殿下）、玉皇三公主。
澎湖講美龍德宮一脈，龍德宮最早創建年代不可考，但根據其廟中最古匾額「僊度蓮胎」落款年代，可知康熙59年（1720年）即已存在。
且再根據「僊度蓮胎」匾可知，廟中原本奉祀哪吒三太子為主神，爾後由於有講美村民於海上險些遭難，得玉皇三公主所救，村民為感公主之恩而請回香火供奉。
於1898年的寺廟調查，當時講美寺廟已改名為龍德宮。卻不清楚當時主神究竟為玉皇三公主、或哪吒三太子。
大正九年（1920年）的「靈蓮化育」匾，顯見為是奉獻三太子之物，然而1937年南瀛佛教會的寺廟調查，龍德宮主神已登記為玉皇三公主。
由此可知，講美龍德宮最遲於當年已改祀玉皇三公主為寺廟主神。

## 信仰
開基玉皇宮的三公主為文身形象，龍德宮的三公主則為武身形象。不管如何，台灣各地的玉皇三公主分靈皆由此兩脈所出。
但也因為分靈眾多，每座廟壇對於三公主的形象、稱呼也不同，最顯而易見的是聖誕，光是目前已知的玉皇三公主聖誕日就有農曆九月初六、農曆三月十五、農曆八月十五等說法。
而多數主祀玉皇四殿下或玉皇三公主的宮廟，通常也會增祀其他殿下或公主。
以龍德宮而言總共奉祀七位公主，龍德宮內咒簿所載的請神咒，可看出諸位公主的形象與職能，其中神咒裡表示三公主為「無極天大統帥」，以守護地區、斬妖除魔為職責。
不過一般而言並不會將公主們分開獨立供奉，信眾們也鮮少知道公主們各自的職能，因此做為主神的玉皇三公主便成為接受祈願並反饋的傳達者，其職能範圍也因此隨著相關祈願的成真而擴充。
不同於龍德宮以玉皇三公主為主祀神，開基玉皇宮的三公主為副祀神、文身形象，參拜信徒以女性為多，且因其為女神，因著信徒對性別的看法與期待，三公主也主管養育孩童之事。
除此之外，又因三公主為玉皇上帝女兒，信徒認為公主能在玉帝面前秉奏事宜，所以也能受理信眾的各種祈願。

## 神蹟
1943年澎湖風鎮碑，碑文為「昭和癸未年十月十六日建，風鎮，玉皇公主，哪吒太子，石碑祭煞，眾弟子一仝立。」目前仍位於講美村中營，為區域鎮煞解厄。

## 宮廟
- 台南市北區台南開基玉皇宮：明永曆二十四年（1670年）創立，也是台灣最古老的天公廟。
- 澎湖白沙鄉講美龍德宮：主祀玉皇三公主與其他玉皇公主。
- 台南市北區玉皇玉聖宮：民國77年（1988年）創立，提倡不焚化金紙與燃放鞭炮的道教信仰。
- 台南市中西區凌霄寶殿：民國66年（1977年）創立，主祀玉皇上帝，配祀玉皇四殿下與玉皇三公主。
- 高雄市六龜區寶來開基玉皇玉聖宮天公廟：民國77年（1988年）創立，主祀玉皇上帝，配祀玉皇四殿下與玉皇三公主。
- 高雄市大樹區龍德宮玉皇公主廟：民國88年（1999年）創立，主祀玉皇三公主。
- 台北市內湖區碧霞宮：供奉玉皇上帝白玉三宮主娘娘。為開基玉皇宮分靈，後因也至龍德宮迎請香火，為了不讓信眾混淆，才將主神與副祀神的名號做區別。
- 基隆市七堵區慈鳳宮

## 外部連結
- 台南開基玉皇宮 （页面存档备份，存于）
- 澎湖白沙講美龍德宮
- 台南玉皇玉聖宮 （页面存档备份，存于）
- 寶來開基玉皇玉聖宮-天公廟
- 高雄龍德宮玉皇公主廟
- 台北內湖碧霞宮